# James Pritchett
James Pritchett (nascut l'1 de juliol de 1982) és un futbolista neozelandès d'origen anglès que actualment juga per l'Auckland City del Campionat de Futbol de Nova Zelanda com a defensa. Ha jugat a més amb la selecció neozelandesa.

## Trajectòria per club
La seva carrera professional començà amb l'Aberdeen United el 2001. El 2003 el Football Kingz, equip neozelandès en la National Soccer League d'Austràlia, el fitxà. Hi va jugar un total de 13 partits amb el club. El 2004 se n'anà amb el Cambridge United d'Anglaterra per tan sols aquell any.
Des del 2005 Pritchett juga amb l'Auckland City de Nova Zelanda. És el jugador que més partits ha jugat amb el club amb més de 100 partits. Amb el club ha participat en quatre partits en tres Campionats del Món de Clubs de la FIFA: el 2006, el 2009 i el 2011.

## Trajectòria internacional
Pritchett va jugar amb la selecció neozelandesa sub-17 en el Campionat del Món de la FIFA sub-17 de 1999 que fou jugada a Nova Zelanda. Hi jugà en cadascun dels tres partits. A més, ha representat a Nova Zelanda en l'intent fallit per a classificar-se per als Jocs Olímpics d'estiu de 2004.
Va debutar amb la selecció neozelandesa oficial en un partit guanyat 2 a 1 contra Malàisia el 23 de febrer de 2006 i des d'aleshores ha jugat en sis partits.

## Palmarès
- Lliga de Campions de l'OFC (4): 2006, 2008-09, 2010-11, 2011-12.
- Campionat de Futbol de Nova Zelanda (4): 2004-05, 2005-06, 2006-07, 2008-09.